# Interstate TDR
Интерстейт TDR-1 (англ. Interstate TDR-1) — беспилотный ударный бомбардировщик-торпедоносец, разработанный по заказу ВМФ США во Второй Мировой Войне. Первый в мире БПЛА ударного назначения, если не считать ФАУ-1. Применялся ограниченно в боевых действиях на Тихом Океане в 1944 году, продемонстрировав сравнительно успешные результаты. Тем не менее, программа была закрыта в 1944 году в связи с рядом выявившихся задержек, технических сложностей и недостаточными характеристиками беспилотных самолётов.

## История
В августе 1936 года лейтенант ВМФ США Д. С. Фэрнли выдвинул идею управляемого по радио самолёта-торпедоносца для замены пилотируемых самолётов в атаках на корабли противника. Хотя технические аспекты проблемы не были проработаны, программа разработки беспилотного дрона получила все же низкий приоритет, и планомерно развивалась до 1940 года.
В 1940 году по заказу Фэрнли инженером и изобретателем Владимиром Зворыкиным была разработана сверхкомпактная по тем временам телевизионная камера. Весившая всего 44 кг, телекамера имела разрешающую способность около 350 линий и могла передавать видеоизображения по радиоканалу со скоростью 40 кадров в секунду. Наличие этой видеокамеры полностью решало проблемы с наведением самолёта-робота на цель.
В январе 1942 года программа разработки беспилотного самолёта получила высший приоритет и кодовое обозначение «Variant». Целью её было создание дешёвого и пригодного для массового производства беспилотного бомбардировщика-торпедоносца, который можно было бы использовать для атаки на японские корабли.
Испытания системы телеуправления были проведены в апреле 1942 года в заливе Нарагансет. Управляемый дистанционно с борта летевшего на удалении в 50 км самолёта, беспилотный торпедоносец успешно вышел в атаку на изображавший цель эсминец «Уорд». Хотя эсминец активно маневрировал, телевизионная камера позволила оператору навести торпедоносец достаточно точно, и сброшенная торпеда прошла под самым килем эсминца.
Эта демонстрация произвела сильное впечатление на адмирала Кинга, но его заказ на 2000 самолётов-роботов (когда ещё не существовало даже единственного образца) вызвал недовольство ВМФ, и в итоге, заказ на производство был ограничен 200 экспериментальными самолётами. Заказ был сделан фирме Interstate, гарантировавшей возможность постройки аппарата за минимальную цену.

## Конструкция
Interstate TDR-1 был небольшим двухмоторным бомбардировщиком-низкопланом, приводившимся в движение двумя двигателями Lycoming O-435-2, мощностью в 220 л. с. каждый. Его конструкция была максимально дешёвой и технологичной — фюзеляж собирался из фанеры, каркас был собран из труб, предназначавшихся для производства велосипедов. Дешевизна предопределила низкие лётные характеристики — скорость машины на испытаниях не превысила 225 км/ч, а дальность — 685 км.
Машина взлетала с обычного аэродрома или с авианосца при помощи колесного сбрасываемого шасси. В носовой его части располагался прозрачный обтекатель, прикрывающий телекамеру управления. Расположенная в носовой части, телекамера Block-I имела угол обзора в 35 градусов.
Управление самолётом осуществлялось по радио с борта следующего за дронами самолёта управления. Оператор с помощью дисковидного экрана видел изображение, передаваемое телекамерой машины. Для контроля направления и угла использовался стандартный джойстик. Высота полёта задавалась дистанционно с помощью наборного диска, как и сброс шасси и отстрел торпеды.
Каждый телевизионный передатчик и приёмник работали на одном из четырёх фиксированных радиоканалов:78, 90, 102 и 114 MHz. Четыре частоты выделялось и для передачи командных сигналов управления БПЛА. Это означало, что только четыре БПЛА могли одновременно находиться в воздухе без риска возникновения взаимных помех.
Для обучения пилотов, и для перегона машины с аэродрома на аэродром была предусмотрена небольшая открытая кабина с примитивными приборами управления. Когда машину готовили к беспилотному вылету, кабину закрывали обтекателем.
Вооружение самолёта составляла одна 900-килограммовая бомба, или одна авиационная торпеда той же массы.

## Боевое применение

### Обучение

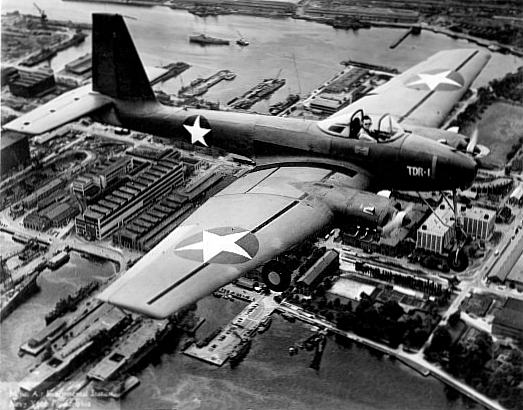
Пилотируемый Interstate TDR-1 пролетает над верфями Филадельфии, 1943 год

С 1943 года, лётная группа STAG-I проходила обучение использованию новых машин. Изначально лётчики тренировались на гражданском самолёте Beechcrafts, управляя с его борта переоборудованными торпедоносцами Vultee. Впоследствии, в качестве самолёта-управления был выбран Grumman TBF-3 «Avenger». Отрабатывались как запуски дронов с аэродрома, так и палубные старты с борта учебного авианосца USS IX-81 Sable на озере Мичиган.
Практика показала невозможность предполагавшегося прицельного сброса бомб с самолёта. Было решено, что для упрощения и без того затянувшейся программы разработки и обучения, лётчики будут атаковать цели только сбросом торпед либо таранным ударом самолёта в пикировании. Ряд проблем с аппаратурой и с освоением новой техники привел к тому, что интерес к беспилотным самолётам начал падать. Лётная группа была признана боеспособной только в мае 1944 года.

### Боевые вылеты
18 мая 1944 года STAG-1 отправилась на Тихий Океан на борту эскортного авианосца USS «Marcus». 5 июня 1944 года группа развернулась на острове Баник, и приготовилась к боевым вылетам.
30 июля 1944 года 4 TDR-1 в сопровождении четырёх самолётов управления Grumman TBF-3 «Avenger» поднялись в воздух и направились к первой цели — остову японского грузового корабля «Yamazuki Маru», стоящему на мели у мыса Эсперанс. Три TDR-1 взлетели нормально, у четвёртого подломилась стойка шасси при взлёте с кораллового аэродрома и он был заменен запасным.
Достигнув цели, TDR-1 спикировали на неё. Два самолёта успешно поразили «Yamazuki Маru», и хотя один не взорвался, второй сдетонировал успешно, разрушив корпус корабля.
Несмотря на этот успех, флот уже не был заинтересован в программе TDR-1, и отдал распоряжение о её закрытии. Тем не менее, STAG-1 были выделены 30 дней для испытаний в боевых условиях.
19 сентября группа была разделена на две эскадрильи. VК-12 перелетела на остров Стирлинг у южного побережья Бугенвиля, а VК-11 развернута к северу от Бугенвиль на Зелёном острове.
С 27 сентября по 26 октября 1944 экипажи группы STAG-1 провели ряд успешных атак беспилотными самолётами на японские объекты — в основном, позиции японских зенитных батарей на Бугенвилле, в Рабауле и на о. Новая Ирландия. Наиболее успешными были две последние атаки на Новую Ирландию, полностью уничтожившие стратегический маяк на мысе Св. Георгия. Всего в этих атаках было израсходовано 26 самолётов из 47 имеющихся, ещё 3 разбились по техническим причинам.

### Закрытие
Несмотря на успех, адмирал Нимиц относился к беспилотным самолётам скептически, и программа TDR-1 была закрыта окончательно в конце 1944 года. Произведенные TDR-1 использовались как опытные и как летающие мишени для тренировки зенитчиков. По некоторым данным, часть машин была переделана в пилотируемые и продана частным лицам.

## Модификации
ВМФ США:
- XTDR-1 — два прототипа.

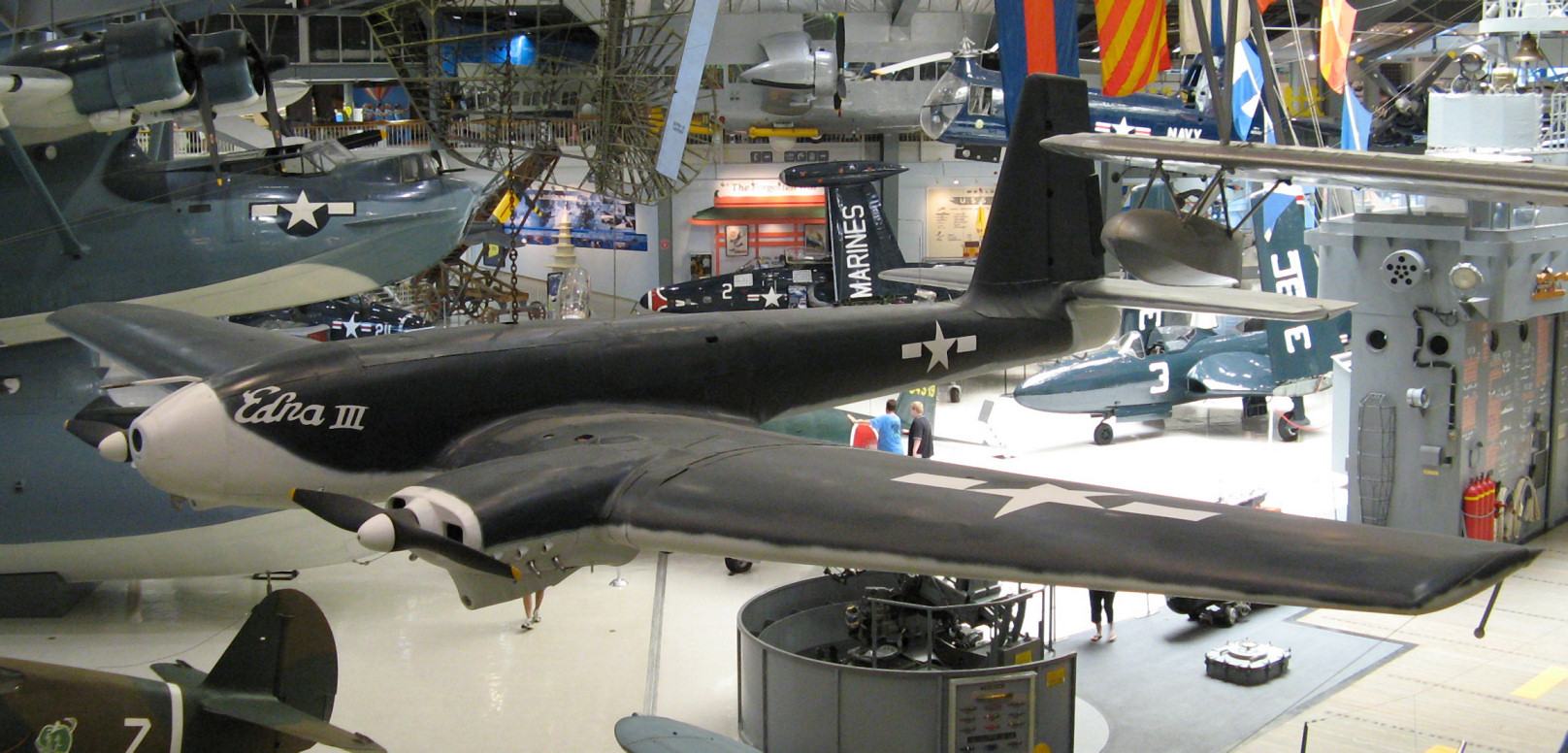
Interstate TDR-1 в Национальном музее морской авиации, Пенсакола, США

- TDR-1 — единственная серийная версия, около 189 выпущено
- XTD2R-1 — модель с двигателем Franklin O-805-2 engines, не выпускалась.
- XTD3R-1 — модель с двигателем Wright R-975 radial engines, не выпускалась
- XTD3R-2 — улучшенная версия XTD3R-1, выпущен один прототип
- TD3R-1 — серийная версия XTD3R-2, размещен заказ на 40 машин но позднее отменен

Армия США также заинтересовалась проектом, и испытывала один образец как XBQ-4. Было разработано несколько армейских модификаций, но ни одна не была изготовлена.
XBQ-4 — армейское обозначение для TDR-1. Один аппарат модифицирован.